# الرابطة الإسلامية (باكستان)
الرابطة الإسلامية هي الرابطة التي أسسها زعماء رابطة مسلمي عموم الهند بعد استقلال باكستان. وانضم إلى هذا الحزب خمسة من رؤساء وزراء البلاد وهم: لياقت علي خان، وخواجة ناظم الدين، ومحمد علي بوغرا، وتشودري محمد علي، وإبراهيم إسماعيل جندريكار. هُزمت الرابطة الإسلامية في انتخابات عام 1955 للجمعية التأسيسية من قبل تحالف سياسي يعرف باسم الجبهة المتحدة. حل الحزب في عام 1958 بعد إعلان الأحكام العرفية من قبل الجنرال محمد أيوب خان القائد العام للجيش الباكستاني.

## التاريخ

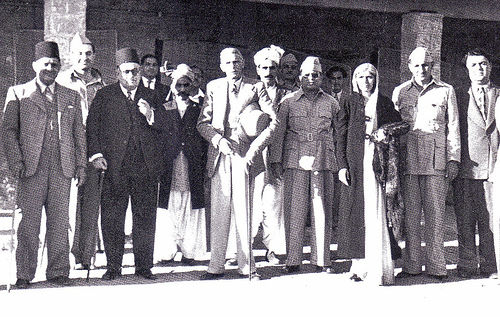
مؤسسي الرابطة الإسلامية مع محمد علي جناح.

بعد تأسيس باكستان أصبح رئيس رابطة مسلمي عموم الهند محمد علي جناح الحاكم العام للأمة الجديدة، وأصبح الأمين العام للرابطة الإسلامية لياقت علي خان رئيسًا للوزراء. وبعد حل رابطة مسلمي عموم الهند في ديسمبر 1947 وخلفتها منظمتان، الرابطة الإسلامية الهندية في الهند، والرابطة الإسلامية في باكستان. استقال جناح من رئاسة الرابطة الإسلامية في 17 ديسمبر، وانتُخب شودري خليق الزمان رئيسا للرابطة الإسلامية لدورتين متتاليتين ومحمد إسماعيل رئيسا للرابطة الإسلامية الهندية.

## نهاية الحزب
توفي جناح في سبتمبر 1948 واغتيل لياقات في أكتوبر 1951. وبدأت الرابطة تتفكك. وبحلول عام 1953 أدت الخلافات داخل الرابطة إلى تشكيل العديد من الأحزاب السياسية المختلفة. وخلف لياقات خواجة ناظم الدين الذي أُجبر على ترك منصبه في أبريل 1953. وتعرضت باكستان لأعمال الشغب والمجاعة، وفي الانتخابات الوطنية الأولى في مايو 1955 هٌزمت الرابطة الإسلامية.
في أكتوبر 1958 استولى الجيش على السلطة وحظر جميع الأحزاب السياسية، وأعلن الجنرال محمد أيوب خان نظام الأحكام العرفية.

## أحزاب أخرى بنفس الاسم
لا يزال اسم الرابطة الإسلامية يحظى بمكانة كبيرة، وقد شكل أيوب خان في وقت لاحق حزبًا جديدًا باسم مؤتمر الرابطة الإسلامية. وظهر فصيل معارض باسم مجلس الرابطة الإسلامية. انضمت هذه المجموعة الأخيرة إلى جبهة موحدة مع الأحزاب السياسية الأخرى في عام 1967 في معارضة النظام. ولكن عندما سقط النظام العسكري لمحمد يحيى خان في ديسمبر 1971، وأجريت أول انتخابات حرة حقيقية لباكستان، أطيح بفصلي العصبة من السلطة: في باكستان الغربية من قبل حزب الشعب الباكستاني بقيادة ذو الفقار علي بوتو وفي باكستان الشرقية من قبل رابطة عوامي للشيخ مجيب الرحمن.
في عام 1988 بعد وفاة محمد ضياء الحق، تم تشكيل عصبة إسلامية جديدة بقيادة نواز شريف، ولكن لم يكن لها أي صلة بالعصبة الإسلامية الأصلية. وأصبح شريف رئيسًا للوزراء من 1990 إلى 1993، ومرة أخرى من 1997 إلى 1999، لكن أُطيح به في انقلاب باكستان العسكري الثالث. وفي الانتخابات المثيرة للجدل التي أجراها النظام العسكري برويز مشرف في أكتوبر، تنافست خمسة أحزاب مختلفة تستخدم اسم "الرابطة الإسلامية"، أكبرها: الرابطة الإسلامية الباكستانية (ق) الذي فاز بـ 69 مقعدًا من أصل 272، وفاز الرابطة الإسلامية الباكستانية (نواز) بـ 19 مقعدًا. في انتخابات 2013 برزت الرابطة الإسلامية الباكستانية (نواز) كأكبر حزب في البلاد، شكل الحزب حكومته، وأعيد انتخاب نواز شريف لولاية ثالثة رئيسًا لوزراء باكستان.

### الفصائل الحالية للحزب المعاد تأسيسه
- الرابطة الإسلامية الباكستانية (ن)
- الرابطة الإسلامية الباكستانية (ق)
- الرابطة الإسلامية الباكستانية (ف)
- الرابطة الإسلامية الباكستانية (ض)
- الرابطة الإسلامية الباكستانية (ج) (اندمج مع الرابطة الإسلامية الباكستانية (ق))
- رابطة عوامي الإسلامية
- رابطة مسلمي عموم باكستان